# Rally Rías Bajas de 1967
El Rally Rías Bajas de 1967, oficialmente 5.º Rally a las Rías Bajas, fue la quinta edición y la séptima cita de la temporada 1967 del Campeonato de España de Rally. Se celebró del 18 al 20 de agosto y contó con un itinerario de 7 tramos que sumaban un total de 630 km.

## Clasificación final
| Pos. | Piloto               | Copiloto           | Automóvil                | Puntos | Diferencia |
| ---- | -------------------- | ------------------ | ------------------------ | ------ | ---------- |
| 1.   | Bernard Tramont      | Ricardo Muñoz      | Alpine-Renault A110 1300 | 4.649  | 0.0        |
| 2.   | Manuel Juncosa       | Artemio Eche       | Fiat Abarth 1000 TC      | 4.752  |            |
| 3.   | José de la Peña      | Juan Carlos Parejo | Porsche 911              | 5.521  |            |
| 4.   | Manuel Pestana       | Alfredo Silva      | Citroën DS 21            | 6.099  |            |
| 5.   | Juan Carlos González | Juan Otero         | SEAT 850 Coupé           | 6.531  |            |
| 6.   | José Antonio Leal    | Pedro de Almeida   | Mini Cooper S            | 7.133  |            |
| 7.   | Miguel Carbajo       | Bandera de ?       | Alfa Romeo GTA           | 7.432  |            |
| 8.   | Antonio Reverter     | Bandera de ?       | Simca 1000               | 7.507  |            |
| 9.   | R. Rodríguez         | Bandera de ?       | SEAT 850                 | 7.915  |            |
| 10.  | Jorge Spratley       | Manuel Spratley    | Morris Mini Cooper       | 8.057  |            |